# Ганс-Йорг Бутт
Ганс-Йорг Бутт (нім. Hans-Jörg Butt; * 28 травня 1974, Ольденбург, Німеччина) — німецький футболіст, що грав на позиції воротаря. Був відомий як штатний пенальтист клубів «Гамбург» та «Байєр», один із найкращих воротарів-бомбардирів світового футболу.

## Кар'єра

### Клубна кар'єра
Професійну кар'єру Бутт розпочав виступами за клуб «Ольденбург». В 1997 році перейшов у «Гамбург», а в сезоні 1998—99 забив 7 голів із пенальті. У 2001 році перейшов у «Байєр» в якому грав протягом п'яти сезонів, пропустивши при цьому лише один матч.
В липні 2007 року Бутт підписав дворічний контракт з «Бенфікою». Він не зумів закріпитись як основний гравець клубу і виходив на поле лише в кубкових матчах.
1 червня 2008 Бутт підписав дворічний контракт з «Баварією». Після невдалої гри Міхаеля Рензінга на початку сезону 2009—10 став головним голкіпером клубу.

## Збірна
Ганс-Йорг Бутт дебютував за збірну Німеччини 7 червня 2000 року в товариській грі проти збірної Ліхтенштейну. Він був третім воротарем  збірної під час Чемпіонату Європи 2000, Чемпіонатів світу 2002 та 2010 років.

## Статистика клубної кар'єри
Станом на 31 жовтня 2010
| Клуб              | Сезон             | Чемпіонат | Чемпіонат | Кубок | Кубок | Єврокубки | Єврокубки | Усього | Усього |
| Клуб              | Сезон             | Ігри      | Голи      | Ігри  | Голи  | Ігри      | Голи      | Ігри   | Голи   |
| ----------------- | ----------------- | --------- | --------- | ----- | ----- | --------- | --------- | ------ | ------ |
| Гамбург           | 1997—98           | 33        | 0         | 2     | 0     | 0         | 0         | 35     | 0      |
| Гамбург           | 1998—99           | 34        | 7         | 3     | 1     | 0         | 0         | 37     | 8      |
| Гамбург           | 1999—00           | 34        | 9         | 1     | 0     | 6         | 0         | 41     | 9      |
| Гамбург           | 2000—01           | 32        | 3         | 2     | 0     | 8         | 1         | 42     | 4      |
| Гамбург           | Усього            | 133       | 19        | 8     | 0     | 14        | 1         | 160    | 20     |
| Баєр              | 2001—02           | 34        | 2         | 6     | 0     | 19        | 1         | 59     | 3      |
| Баєр              | 2002—03           | 33        | 1         | 4     | 0     | 10        | 0         | 47     | 0      |
| Баєр              | 2003—04           | 34        | 1         | 3     | 0     | 0         | 0         | 37     | 1      |
| Баєр              | 2004—05           | 34        | 2         | 2     | 0     | 10        | 0         | 46     | 2      |
| Баєр              | 2005—06           | 34        | 1         | 2     | 0     | 2         | 0         | 38     | 1      |
| Баєр              | 2006—07           | 22        | 0         | 2     | 0     | 8         | 0         | 32     | 0      |
| Баєр              | Усього            | 191       | 7         | 19    | 0     | 49        | 1         | 259    | 8      |
| Бенфіка           | 2007—08           | 1         | 0         | 0     | 0     | 0         | 0         | 1      | 0      |
| Бенфіка           | Усього            | 1         | 0         | 0     | 0     | 0         | 0         | 1      | 0      |
| Баварія           | 2008—09           | 8         | 0         | 0     | 0     | 3         | 0         | 11     | 0      |
| Баварія           | 2009—10           | 31        | 0         | 3     | 0     | 13        | 1         | 47     | 1      |
| Баварія           | 2010—11           | 10        | 0         | 2     | 0     | 3         | 0         | 7      | 0      |
| Баварія           | Усього            | 49        | 0         | 5     | 0     | 19        | 1         | 73     | 1      |
| Усього за кар'єру | Усього за кар'єру | 374       | 26        | 32    | 1     | 82        | 3         | 493    | 29     |

## Досягнення
- Чемпіонат Німеччини:
  - Чемпіон: 2009—10 (Баварія)
  - Срібний призер: 2001—02 (Баєр)
- Кубок Німеччини
  - Володар кубка: 2010 (Баварія)
  - Фіналіст: 2002 (Баєр)
- Суперкубок Німеччини
  - Володар суперкубка: 2010 (Баварія)
- Ліга чемпіонів
  - Фіналіст: 2001—2002 (Баєр), 2009—2010 (Баварія)
- Чемпіонат світу
  - Срібний призер Чемпіонату світу 2002
  - Бронзовий призер Чемпіонату світу 2010
- Рекордсмен Ліги чемпіонів УЄФА за кількістю відбитих пенальті (5[2])